# Espada larga

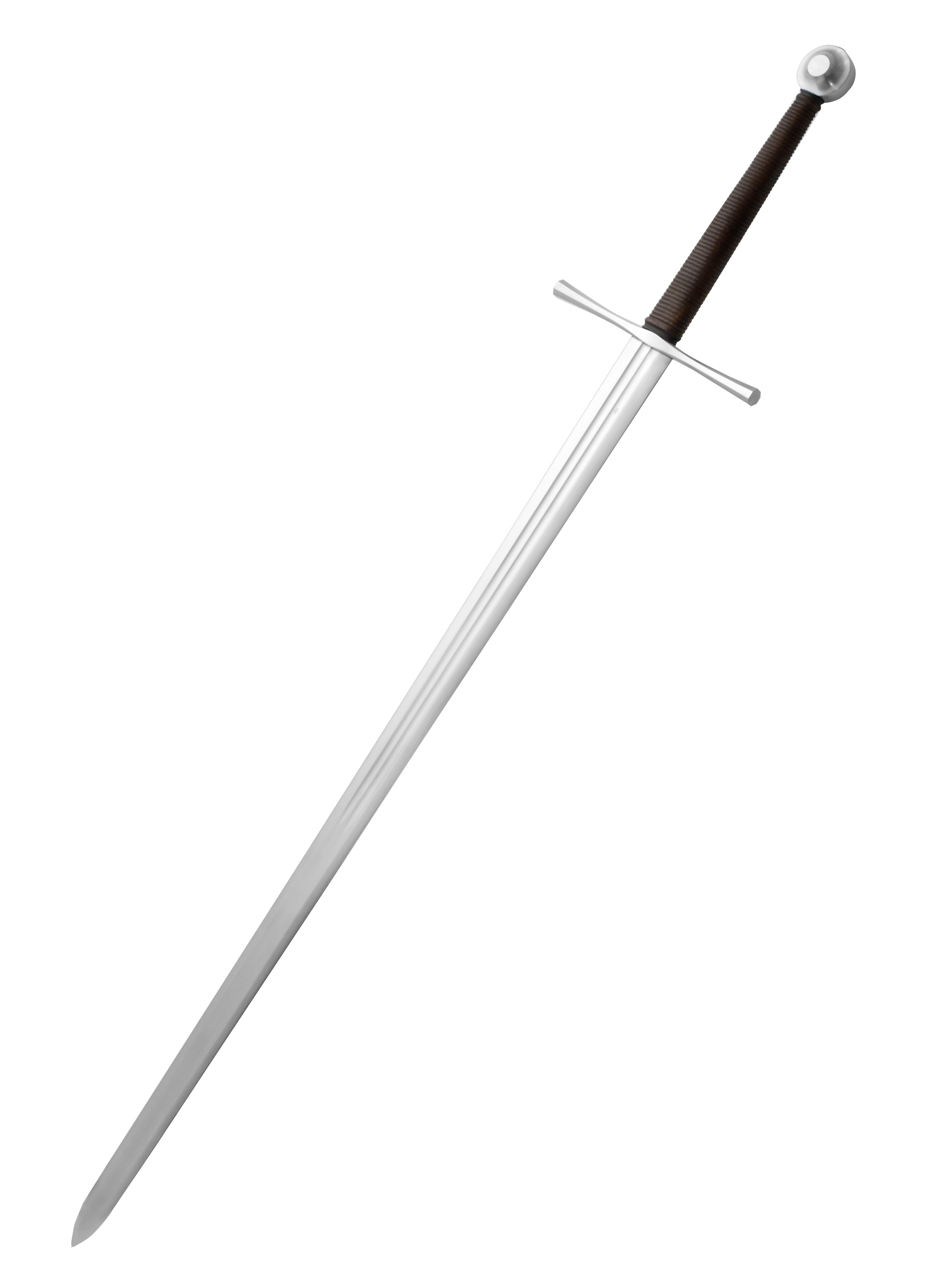
Uma espada larga.

A espada larga, espada de lâmina larga ou espada longa era uma das maiores espadas medievais ocidentais, perdendo somente para a  espada montante. Em geral pesavam entre 1 kg e 1,5 kg e sua lâmina media em torno de noventa centímetros. Era uma arma muito comum entre os nórdicos, e mais tarde entre os cavaleiros ingleses e germânicos. A espada requeria um certo equilíbrio e peso, e a pessoa que a usava teria que manter esse equilíbrio para poder usá-la da maneira correta.
A maioria das espadas longas da Alta Idade Média tinha dois gumes e ponta rombuda, servindo apenas para cortar. As espadas de ponta perfurante, mais comuns no sul da Europa, generalizaram-se na segunda metade da Idade Média.
Não existe uma convenção precisa sobre os limites entre espadas curtas e longas, mas a diferença entre espadas curtas e bastardas é marcada pelo tamanho da empunhadura - as bastardas têm uma empunhadura bem mais longa, o que permite segurá-las com as duas mãos.
Em geral, foram chamadas de "espadas longas", as espadas com 80 cm a 1,15 m de comprimento total e peso entre 0,9 kg e 1,5 kg.